# Frank Osorio
Osorio  Carvajal est un nom espagnol. Le premier nom de famille, en général paternel, est Osorio ; le second, en général maternel, souvent omis, est Carvajal.
Frank Jair Osorio Carvajal, né le 28 aout 1987 à Carmen de Viboral (département d'Antioquia), est un coureur cycliste colombien, membre de l'équipe GW - Erco - Shimano. Avec son aide, son frère Alejandro devient champion de Colombie 2024.

## Biographie
Il obtient ses premiers résultats significatifs en 2011. Il fait partie, notamment, des coureurs de GW Shimano qui gagne la première étape de la Vuelta a Antioquia, un contre-la-montre par équipes. Quelques semaines plus tard, il remporte l'avant-dernière étape du Tour de Colombie. Dernier élément d'une échappée de sept coureurs, il profite du dernier col de la journée pour s'enfuir et s'imposer en solitaire, une demi-minute devant les favoris pour le titre. Il finit l'épreuve à la quinzième place.
En 2012, il participe au projet insufflé par le ministre des sports colombien, Jairo Clopatofsky. Il devient membre de l'équipe continentale professionnelle Colombia - Coldeportes. Il s'installe avec ses coéquipiers à Brescia, pour disputer la saison cycliste européenne. Lors du Trofeo Laigueglia, il fait partie de l'échappée qui anime la course une bonne partie de la journée. 
Mais sa saison est gâchée par des problèmes récurrents au tendon du genou gauche qui l'obligent à se faire opérer. Au point que, d'un commun accord avec la direction de l'équipe Colombia, il préfère renoncer à sa place dans la formation pour la saison 2013. Il décide de poursuivre sa rééducation en Colombie et contacte son ancienne équipe, GW Shimano, avec qui il signe. Claudio Corti loue son honnêteté, vis-à-vis de son incapacité physique actuelle et lui souhaite de réussir, pour pouvoir réintégrer l'équipe dans le futur.

## Palmarès
- 2011
  - 1re étape de la Vuelta a Antioquia (contre-la-montre par équipes)
  - 12e étape du Tour de Colombie
- 2014
  - 3e étape de la Clásica de Marinilla
  - 3e de la Clásica de Marinilla
- 2016
  - 8e étape du Tour de Colombie
- 2018
  - 8e étape du Tour de Colombie